# Bol
Bol falu és község Horvátországban, Split-Dalmácia megyében, Brač szigetén. Közigazgatásilag Bolon kívül Murvica tartozik hozzá. Bol a sziget déli partjának legnagyobb települése.

## Fekvése
Splittől légvonalban 32 km-re délkeletre, a supetari kompkikötőtől légvonalban 15, közúton 45 km-re délkeletre, a sumartini kompkikötőtől légvonalban 17, közúton 26 km-re nyugatra, a Brač-sziget déli partján, a Vidova Gora délkeleti lábánál fekszik. Bol egy kies öbölben levő, olajfákkal, szőlővel körülvett település, hangulatos régi épületekkel, romantikus öblöcskékkel. Közelében fekszik a Zlatni rat földnyelv kristálytiszta vizű erdős, kavicsos strandja. Katamaránokból álló hajójárat köti össze Splittel, Jelsával és Hvarral is.

## Története
A régészeti leletek tanúsága szerint Bol területe már az ókorban is lakott volt. A település felett építették fel az illírek Koštilo ősi várát. A rómaiak jelenlétét bizonyítják az itt talált villa rustica maradványai, a római ciszterna és a domborművekkel díszített sírkövek. Az ókeresztény szarkofágokat bevésett keresztek díszítik. A kora román Szent János és Tudor templom alapfalainál késő ókori épületegyüttes, püspöki rezidencia maradványai kerültek elő. A népszerű Zlatni rat strand felett római boltozott medence falai találhatók.
A település neve a latin „vallum” (földből épített fal, földsánc) főnévből ered. Első írásos említése 1184-ben az ún. povljai oklevélben történt, de ez még nem mint településre, hanem a domonkosok kolostorának helyén akkor itt állt épületekre vonatkozott. A kolostor helyén állt ugyanis az egykori püspöki palota, ahol ekkor döntöttek a povljai bencés kolostor alapításáról. Itt szállt meg a hvari püspök amikor Brač szigetén tartózkodott. Bol településként egy Zacharia grófnak 1475. október 10-én kiadott adománylevelében szerepel először, melyben a Glavica-félszigetet a domonkos rendnek adományozza. A kolostor felépítése és a domonkos atyák ide települése nagyot lendített a település egyházi és kulturális életén. A következő említés 1512-ből való, amikor a szomszédos Hvar szigetén Matija Ivanić vezetésével felkelés tört ki a velencei uralom ellen. A lázadás leverésére Bolra érkezett Sebastiano Zustiniano, aki 400 poljicai, több mint 100 zárai és šibeniki, 200 brači és 60 trogiri katonát gyűjtött össze, hogy a sereget Hvar szigetére hajózza át. Ebből az adatból is látható, hogy a település ebben az időben már elég népes volt ahhoz, hogy ennyi katonát befogadjon és ellásson. A korabeli egyházlátogatási iratok szerint Bolnak 1611-ben 750, 1618-ban mintegy 800, 1637-ben már 1000, 1681-ben pedig 1200 lakosa volt.
Fejlődése a 18. században is tovább tartott. 1724-ben 1400, 1738-ban 1600, 1764-ben mintegy 1500 lakost számláltak a településen. A fejlődés nemcsak a népesség számában, hanem az épületek stílusában is megmutatkozott. Egyes nemesi családok már olyan házakat építettek, melyek művészi értékükben, berendezésükben, megjelenésükben kielégítették igényeiket. Ilyen a kikötő keleti oldalán a 15. század végén, vagy a 16. század elején épített gótikus lakóház, melyet gótikus biforámák és más gótikus elemek díszítenek a homlokzat bal oldalán az erődítés, belső részében pedig az egykori pompa nyomaival. A kalózok, majd a török elleni védelem céljából a Vusio család két várkastélyt is épített ide. Az elsőt Bolon a part közelében, a másikat pedig Bol és Sumartin között a Ravan nevű helyre, melyet ma is Kaštel Vusionak neveznek. Érdemes még megemlíteni a Lade család barokk palotáját Tiziano Aspetti bronz kopogtatójával és a Babić-házat bejárata felett a kereszténység szimbólumával. 1787-ben az átépítés után elnyerte mai formáját a plébániatemplom. A velencei uralomnak 1797-ben vége szakadt és osztrák csapatok vonultak be Dalmáciába. 1806-ban a sziget az osztrákokat legyőző franciák uralma alá került, de Napóleon lipcsei veresége után újra az osztrákoké lett. A lakosság hagyományos megélhetését az állattartás, a szőlő- és olajbogyó termesztése biztosította. 1822-ben két orvos működött a településen. 1841-ben megnyílt a település első fiúiskolája, majd 1868-ban a lányiskola is. Az 1869/70-es tanévben a fiúiskolának 81, a lányiskolának 31 tanulója volt. A horvát nyelv oktatása 1879-ben kezdődött. 1873-ban Bolnak két orvosa és két bábaasszonya volt.
1918-ban az új szerb-horvát-szlovén állam, majd később Jugoszlávia része lett. A II. világháború idején fegyverraktár volt a településen, amit 1941-ben elfoglaltak a brači partizánok. A megszerzett fegyvereket ideiglenesen a helyi templom padlásán rejtették el, majd egy barlangba vitték. Augusztus 4-én emiatt az usztasák büntető akciót indítottak, melynek során tíz helybelit letartóztattak. A partizánok 1942 elején indították első fegyveres akciójukat, melynek során egy csendőrt megöltek, kettőt foglyul ejtettek és ismét számos fegyvert zsákmányoltak. 1942 folyamán több partizánegység is alakult a szigeten. A háború után a szocialista Jugoszláviához tartozott. A település 1991 óta a független Horvátország része. 2011-ben a településnek 271 lakosa volt, akik főként mezőgazdasággal foglalkoztak.

## Népesség
| Lakosság változása | Lakosság változása | Lakosság változása | Lakosság változása | Lakosság változása | Lakosság változása | Lakosság változása | Lakosság változása | Lakosság változása | Lakosság változása | Lakosság változása | Lakosság változása | Lakosság változása | Lakosság változása | Lakosság változása | Lakosság változása |
| ------------------ | ------------------ | ------------------ | ------------------ | ------------------ | ------------------ | ------------------ | ------------------ | ------------------ | ------------------ | ------------------ | ------------------ | ------------------ | ------------------ | ------------------ | ------------------ |
| 1857               | 1869               | 1880               | 1890               | 1900               | 1910               | 1921               | 1931               | 1948               | 1953               | 1961               | 1971               | 1981               | 1991               | 2001               | 2011               |
| 1.698              | 1.631              | 1.723              | 1.795              | 1.901              | 1.894              | 1.628              | 1.350              | 1.070              | 1.026              | 951                | 1.021              | 1.076              | 1.478              | 1.647              | 1.609              |

## Nevezetességei
- A Glavica-félszigeten álló domonkos kolostort[5] 1462-ben alapították, de az építés csak 1475-ben indult meg, miután a rend hivatalosan is megkapta az erre kijelölt területet. Az épületegyüttesben ma régészeti, numizmatikai, ősnyomtatvány és liturgikus tárgyakból álló gyűjteményt őriznek. Különösen értékes Jacopo Tintoretto „A Madonna a gyermekével és szentekkel” című oltárképe, melyet 1563-ban festett a velencei mester. A múzeumban őriznek egy 9. századi ószláv oltár előépítmény oromzatot és egy 1483-as murvicai glagolita misekönyvet. Az őskori leletek főként a brači Kopačina-barlangból származnak. A kolostor templomát az Irgalmas Szűzanya tiszteletére szentelték. Itt található a barokk horvát festőművész Tripo Kokolj dominikánus szenteket ábrázoló képe, középen Szent Domonkos ábrázolásával. A templomban számos sír található, melyekben a boli testvériségek és a nemesi családok tagjai nyugszanak. Harangtornya a 18. században épült.

- A Glavica-félsziget nyugati oldalán egy késő ókori castrum területén épült a Szent János-templom.[6]  Az egyhajós, négyzet alakú apszissal rendelkező épület a 7. és a 11. század között több építési fázissal rendelkezik. Belsejében dongaboltozatos, fala fülkékkel tagolt, kőlapokból készült tető borítja. A 11. századi átépítés során a belső térbe pilaszterek kerültek, amelyeket boltívekkel kötöttek össze, melyek az új dongaboltozathoz csatlakoznak. A pilaszterek mögött virágmotívumokkal díszített freskókat és márványozott mezőket találtak. A templom előtt egy nagyméretű, márványmotívumú freskókkal díszített helyiséget tártak fel, amelybe boltíves ciszternát építettek.

- A boli tengerpart nyugati végén található a település legnagyobb közösségi épülete, az iskola és a borászati szövetkezet épülete.[7]  A 20. század elején épített tágas, kétszárnyú épület hosszúkás téglalap alaprajzú. Tömbje kiemelkedik a település tengerparti látképében.

- A Vusio család erődített udvarháza[8] a boli kikötő nyugati oldalán található. Háromemeletes kőépület a 17. századi egykori várkastély maradványaival.

- A boli tengerparton álló 17. század végén épített reneszánsz-barokk palotát[9]  is a Vusio család építtette. Kétemeletes kőépület a Vusio család címerével. A II. világháború során leégett, 1958-ban helyreállították. Ma a Branislav Dešković galéria található benne a kortárs horvát művészet gazdag kínálatával.

- A jellegzetes mediterrán házak közül kiemelkedik a kikötőben álló, a 15. század végén és a 16. század elején épített gótikus tengerparti nyaraló. A 18. század elején bővítették. A török támadások elleni védelmet szolgáló épületelemei ma is láthatók. A helyiek emiatt Kaštilnak nevezik.

- A boli kikötő és a Glavica-félsziget között fekvő Bijela kuća szálloda[10] épülete eredetileg dominikánus gimnázium céljára épült. 1963-ban szállodának építették át. Ma elhagyatottan áll.

- A középkori templom helyén építették a barokk Kármelhegyi Boldogasszony templomot.[11]  Az építést a település gazdag családjai, a Vusio és Andreis családok kezdték. Először a mai kápolna készült el, majd 1690-ben megépült az északi és a déli fal. A bővítés 1786-ban kezdődött és már a következő évben be is fejeződött. 1788-ban szentelte fel Stratico püspök. Bejárat felett Veronika kendőjét tartó angyalszobor látható, mely valószínűleg a korábbi templomból származik.

- További templomok Bol területén a podbarjei Szent József templom, a Zlatni raton található Szent Pál templom és a 16. századi lože-hegyi Szent Antal templom,[12] melyet 1987-ben újítottak fel.

- A településtől nyugatra fekvő Zlatni raton római korból való villagazdaság[13] maradványa, ciszterna és ókeresztény szarkofágok vallanak a helység múltjáról.

- A Bol felett emelkedő "„Koštilo” nevű dombon faragott, négyzet alakú kőből álló, szárazon rakott, külső és belső profilozású kőfal maradványai találhatók. A falak helyenként mintegy 3,5 m magasak, a szakemberek egy őskori erődített település védőfalának tartják, amelyet kiemelkedő stratégiai helyzetének köszönhetően a római uralom idején is használtak.[14]

- A település keleti részén a tengerpart közelében áll a 19. században épített szélmalom.

- Boltól kiépített út vezet a 778 méter magasságú Vidova Gorára, gyönyörű kilátással a sziklás Bračra és a környező szigetekre.

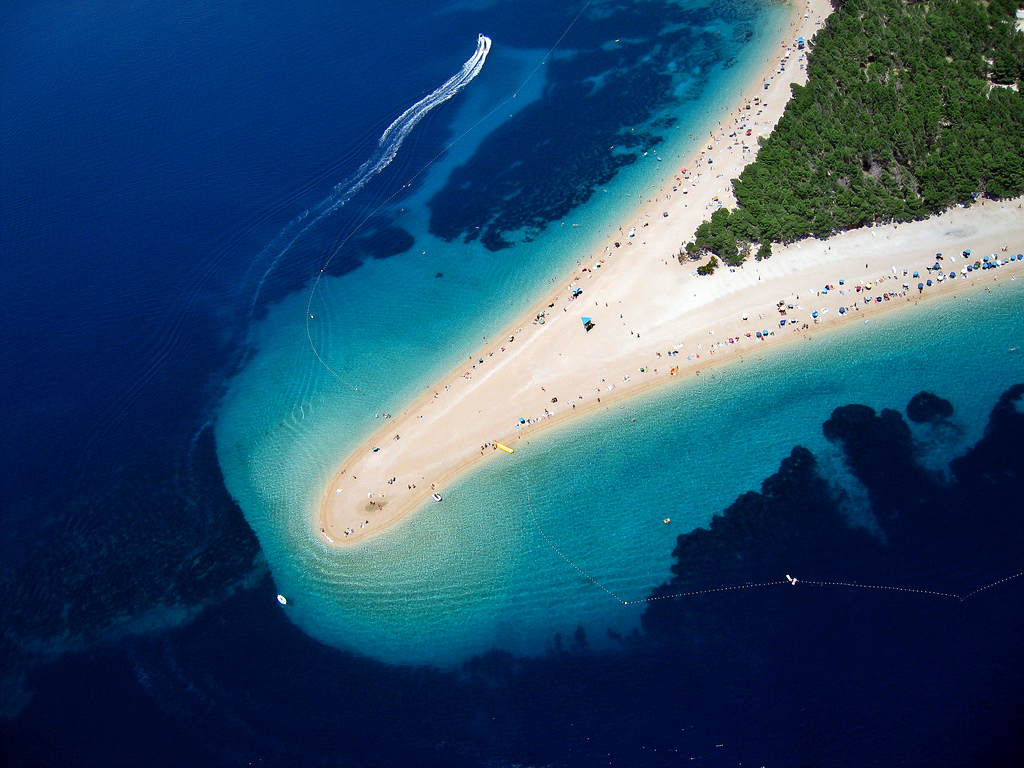
Zlatni rat látképe

## Kultúra
Bolon számos kulturális rendezvény várja a turistákat és az érdeklődőket:
- A település nyári fesztiválja a „Bolska litja noć” – boli nyári esték.
- Havas boldogasszony ünnepén rendezik a „Bolska fjera” népi fesztivált
- Bolon évente két karnevált is rendeznek. Farsangkor a téli, szeptember elején pedig a nyári karnevált.
- A fiatalok nyári fesztiválja a „Graffiti na gradele”
- Bol gasztronómiai fesztiválja a „Dani varenika”, amikor hagyományos receptek alapján helyi ételeiket készítik el.
- A vásárral egybekötött helyi borászati fesztivál neve „Sabatina”
- 2010 óta rendezik meg az „Imena” kulturális fesztivált, ahol a könyvek és a zene mellett az ételek és italok is hozzájárulnak a hangulathoz.
- A domonkos kolostorban klasszikus zenei koncerteket tartanak.
- A kultúrház galériájában művészeti kiállítások tekinthetők meg.

## Egyesületek
- A település kulturális egyesületei az „Užonca” női kar, a „Braciera” énekkar és az 1999-ben alapított „Krejonca” folklór egyesület.
- A település borászati egyesületét 1903-ban alapították.

## Sport
- A Zlatni rat teniszközpont 26 teniszpályával várja a sportág kedvelőit. A 2000 főt befogadó központi teniszstadionban WTA-tornákat is rendeznek.
- A Poljana sportközpont labdarúgó és teniszpályákkal rendelkezik
- A Vidova Gora-hegységben található a „Gažul” menedékház, étellel, itallal, éjszakai szállással várja a hegymászókat.

## Galéria
- Bol látképe a tenger felől
- Tengerparti részlet
- A Szent János templom
- Bol központja
- tengerparti sétány
- A kikötő
- Az első dalmát borászati egyesület székháza
- Csónakok Bol kikötőjében